# 莺房胡同
39°59′03″N 116°18′46″E / 39.9842038°N 116.3127102°E
莺房胡同，原名海淀中街东路，为中国北京市海淀区中关村西区内的一条道路，北起北四环西路，南至海淀北二街。在中关村西区改造前为海淀镇的一条胡同的名字。
莺房原为“鹰房”，为清代皇家养鹰之所，据考证，海淀镇的鹰房最晚建于清嘉庆年间。后来在此处建造房屋，形成胡同，便名为莺房胡同。直至中关村西区拆迁改造前，莺房胡同仍然存在。改造后，政府为了恢复老胡同地名，便将此道路命名为莺房胡同。